# Chama sarda
Chama sarda är en musselart som beskrevs av Reeve 1847. Chama sarda ingår i släktet Chama och familjen Chamidae. Inga underarter finns listade i Catalogue of Life.